# Платонов, Василий Романович
Василий Романович Платонов (1923—1967) — разведчик 266-го гвардейского стрелкового полка (88-я гвардейская стрелковая дивизия, 8-я гвардейская армия, 1-й Белорусский фронт), младший сержант, полный кавалер ордена Славы.

## Биография
Василий Романович Платонов родился в селе Кичкеево Свияжского кантона (в настоящее время Кайбицкий район) Татарской АССР в крестьянской семье. Окончил 5 классов школы, работал в колхозе.

### В Великую Отечественную войну
21 мая 1942 года Кайбицким райвоенкоматом был призван в ряды Красной армии. На фронтах Великой Отечественной войны с июня 1942 года.
В Днепропетровской области в районе города Кривой Рог 3 марта 1944 года одним из первых ворвался в населённый пункт, уничтожил из автомата 3-х солдат противника. Приказом по 266-му гвардейскому полку от 12 марта 1944 года награждён медалью «За боевые заслуги».
6 апреля 1944 года Платонов, следуя в дозоре возле села Баланины Ивановского района Одесской области, обнаружил боевое охранение противника. Скрытно обойдя их, он автоматным огнём уничтожил одного солдата, а второго с ручным пулемётом взял в плен. В тот же день в бою за Баланины он уничтожил 4-х солдат противника. Приказом по 88-й гвардейской дивизии от 17 апреля 1944 года он был награждён орденом Славы 3 степени.
21 июля 1944 года младший сержант Платонов при форсировании реки Западный Буг возле города Влодава первым ворвался в траншею противника на правом берегу и уничтожил расчёт станкового пулемёта, чем и обеспечил переправу пехоты через реку. Приказом по войскам 8-й гвардейской армии от 14 августа 1944 года он был награждён орденом Славы 2-й степени
14 января 1945 года при прорыве обороны противника на Магнушевском плацдарме в районе населённого пункта Хеленувек младший сержант Платонов одним из первых ворвался в окопы противника, огнём из автомата уничтожил 8 солдат противника и одного взял в плен. Возле железной дороги уничтожил гранатами дзот, 2 пулемётные точки и 5 солдат противника. В районе Господский Двор захватил в плен 3-х солдат. Указом Президиума Верховного Совета СССР от 24 марта 1945 года он был награждён орденом Славы 1-й степени.
В бою за высоту 76,0 младший сержант Платонов первым ворвался на высоту, занял её и закрепился. Удерживая высоту, выдержал и отбил несколько контратак противника. 10 февраля 1945 года противник предпринял штурм высоты батальоном пехоты при поддержке 7 танков. Танки обошли высоту и вышли в тыл советской пехоты. Платонов сообщил командованию полка и вызвал огонь на себя. Артиллерийским огнём пехота была уничтожена, а танки сожжены. Был представлен к званию Героя Советского Союза, приказом по войскам 8-й гвардейской армии от 31 марта 1945 года он был награждён орденом Красного Знамени.

### После войны
Младший лейтенант Платонов демобилизовался в июне 1946 года. Вернулся на родину, работал в колхозе.
Скончался Василий Романович Платонов 26 февраля 1967 года.